# O que eles viam
O que eles viam foi uma rubrica infanto-juvenil da RTP Memória, que esteve ativa entre 2004 e 2010. A rubrica repetia alguns desenhos animados que a RTP passou nos anos 80 e 90. O canal também mudava às vezes os nomes da rubrica para "Desenhos Animados" ou "Sonhos Animados".

## História
O canal criou a rubrica infanto-juvenil para apresentar a antiga programação infantil da RTP1 e da RTP2. Até 2006, foi regular, sendo exibida nas manhãs de semana ou só ao fim de semana. Mais tarde, em 2007, com a chegada de antigas atrações do estrangeiro (Looney Tunes e Pepe Legal), a RTP Memória passou a fazer apenas um quarto de hora de programação infantil durante a semana e meia hora ao fim de semana. Os programas produzidos em Portugal davam com a mesma dobragem portuguesa do século XX, mas os programas infantis vindos do estrangeiro (mesmo os que tinham passado com dobragem portuguesa na RTP) iam para o ar na versão original com legendas em português.
Em 2009, o canal mudou a rubrica infantil para a madrugada e em Março de 2010 a rubrica infantil desapareceu e os desenhos animados a partir daí (e com exibição extremamente rara). Também foi a partir daí que o canal decidiu apostar em desenhos animados produzidos no mercado nacional.
O últimos desenhos animados estrangeiro a passar foram dois da Hanna-Barbera, "Pixie e Dixie" e "Wally Gator".

## Programas infanto-juvenis que foram repetidos na rubrica
- A Árvore dos Patafúrdios
- A Demanda do R
- Alegria (Circo)
- Bugs Bunny and Friends (Looney Tunes)
- Claudio e Carolina
- Heidi
- Mr. Magoo e Companhia
- Os Amigos do Gaspar
- Pepe Legal e Babalu (Hanna-Barbera)
- Pit, o coelhinho verde
- Pixie e Dixie (Hanna-Barbera)
- Romance da Raposa
- Wally Gator (Hanna-Barbera)
- Zás Trás